# Johann Zacherl
Johann Zacherl (Monaco di Baviera, 1814 – Vienna, 30 giugno 1888) è stato un inventore e imprenditore austriaco, divenendo ricco alla fine del XIX secolo vendendo teste di fiori secchi di Chrysanthenum cinerariifolum come insetticida.

## Biografia

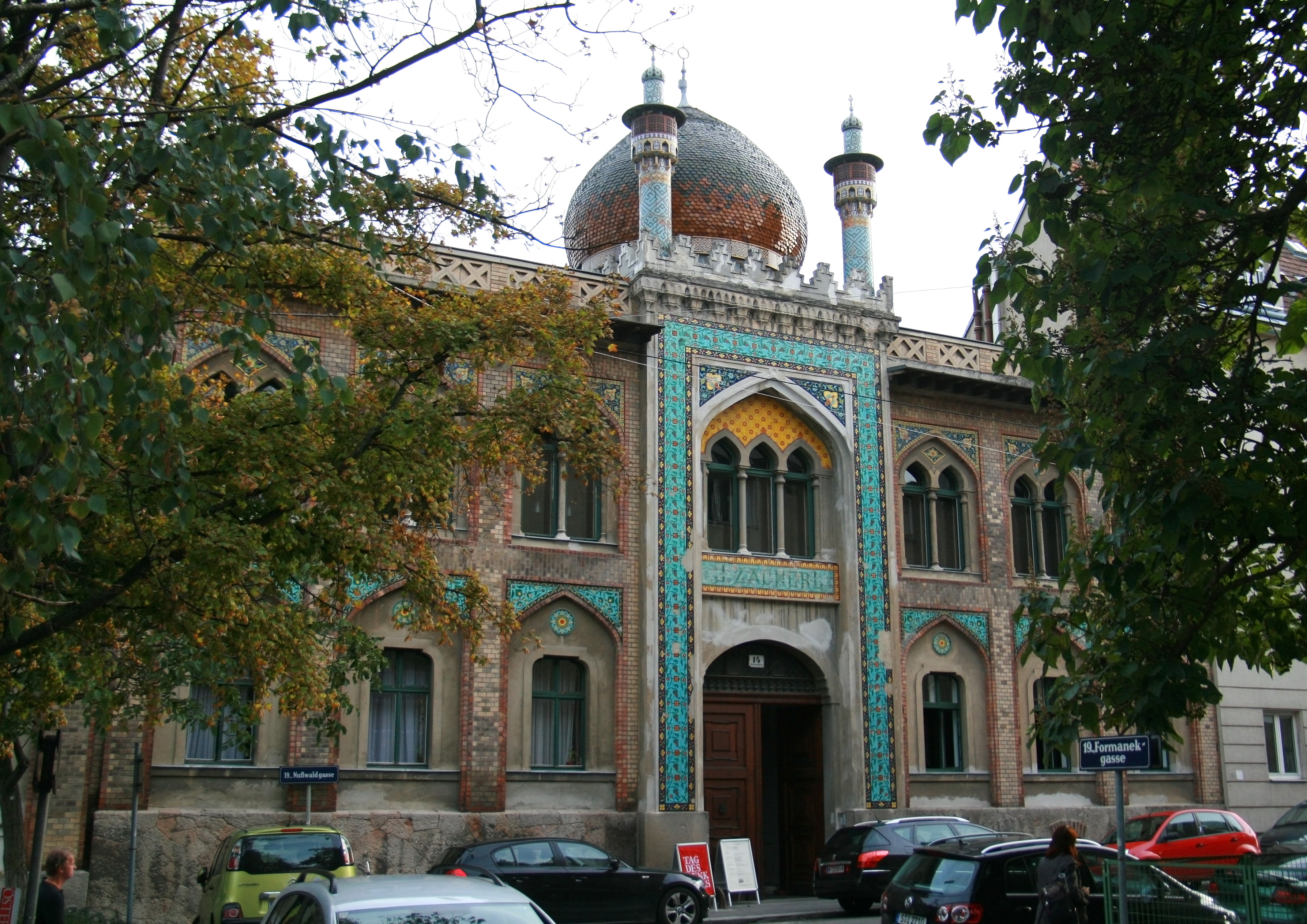
La Zacherlfabrik a Vienna

Johann Zacherl nacque a Monaco di Baviera nel 1814 e, dopo il completamento degli studi, lasciò la sua città natale per un viaggio che lo condusse a Vienna, San Pietroburgo e Odessa, giungendo infine nel Caucaso a Tiflis (oggi nota come Tbilisi, capitale della Georgia). Zacherl si sposò a Tiflis, ma la moglie morì durante la nascita di suo figlio.
Laggiù scoprì che la popolazione locale utilizzava il piretro come insetticida naturale contro gli infestanti e ne iniziò l'esportazione verso l'Austria nel 1842, anno in cui fondò una società per il commercio tra Vienna e Tbilisi, esportando in Austria tè, tappeti e repellenti per insetti e importando dall'Austria prodotti in metallo, attrezzature mediche e giocattoli.
Questa polvere veniva chiamata con diversi nomi: lowizachek in Armenia, oppure fiore degli insetti, polvere di Persia o polvere anti-insetto persiana.
Dopo un lungo soggiorno a Tiflis e aver girato tutta la Circassia, Zacherl tornò a Vienna nel 1854 e sposò Anna Haas, anch'essa di Monaco di Baviera. Nel 1855 fondò l'azienda Mottenfraß-Versicherungsunternehmung Johann Zacherl (letteralmente: Compagnia assicuratrice contro le punture delle falene). Nel 1863 ottenne il privilegio per la preparazione del repellente per insetti Zacherlin - Zacherl's Insecten tödtende Tinktur (tintura mortale per insetti di Zacherl). Visto il successo, nel 1870 aprì nel 19º distretto di Döbling a Vienna la prima fabbrica, che nel 1873 risultava avere 4 dipendenti che producevano 600 tonnellate di polvere. In seguitò aprì anche un negozio di spugne orientali nella Goldschmiedgasse, seguito da altri negozi a Parigi, Costantinopoli, Amsterdam, Londra, New York e Filadelfia.
Nel 1880 cedette la direzione dell'azienda al figlio Johann Evangelist Zacherl, che grazie alla sua abilità sviluppò una linea di prodotti con polvere insetticida a base di piretro e costruì la Zacherlfabrik nella Nußwaldgasse.
Morì a Vienna nel 1888.

## Insetticida "Zacherlin"

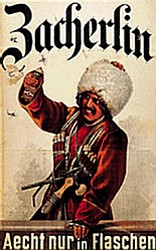
Pubblicità del 1900

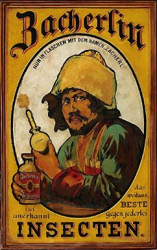
Pubblicità del 1910

Zacherl sviluppò un efficace prodotto contro le falene realizzato naturalmente con i fiori di Piretro. A tal scopo, si accordò con i capi dei villaggi caucasi per la raccolta delle piante e la loro spedizione a Tiflis, dove Zacherl macinava i fiori essiccati per ottenere la polvere di piretro, che poi veniva imballata in sacchi di pelle di pecora e esportata in Europa.
Zacherl continuò il commercio delle teste secche di fiori delle specie Chrysanthenum cinerariifolum e Chrysanthenum coccineum direttamente con Tiflis (Georgia) fino al 1870, quando iniziò la produzione locale dei fiori nell'Impero austriaco.
La polvere insetticida venne chiamata Zacherlin. Altri prodotti messi a punto dalla sua azienda furono una macchina per pulire i tappeti che aveva lo scopo di distribuire uniformemente l'insetticida sul tessuto (1882), un sapone al Pyrethrum e una tintura per distruggere gli insetti.
La polvere insetticida veniva prodotta nel seguente modo:
Fin dall'inizio, Zacherl adottò come strategia di successo del proprio marchio, associando lo Zacherlin con l'immagine di un cosacco con un grande cappello e un atomizzatore in mano.
Il sindaco di Vienna, Karl Lueger, conosciuto per le sue opinioni antisemite fin dal 1887, "una volta scherzò durante un inconcontro pubblico riferendosi alle spruzzate di Zacherlin (Zacherlinspritzen) dicendo che qualcuno avrebbe dovuto inventare un insetticida anche per gli ebrei (lo Zacherlin era considerato all'epoca un efficace mezzo per sterminare gli insetti)".
Quarant'anni dopo, un altro insetticida, lo Zyklon B, venne usato contro le persone (inclusi molti ebrei) nelle gamere a gas di Auschwitz e Majdanek durante l'olocausto.

## Architettura

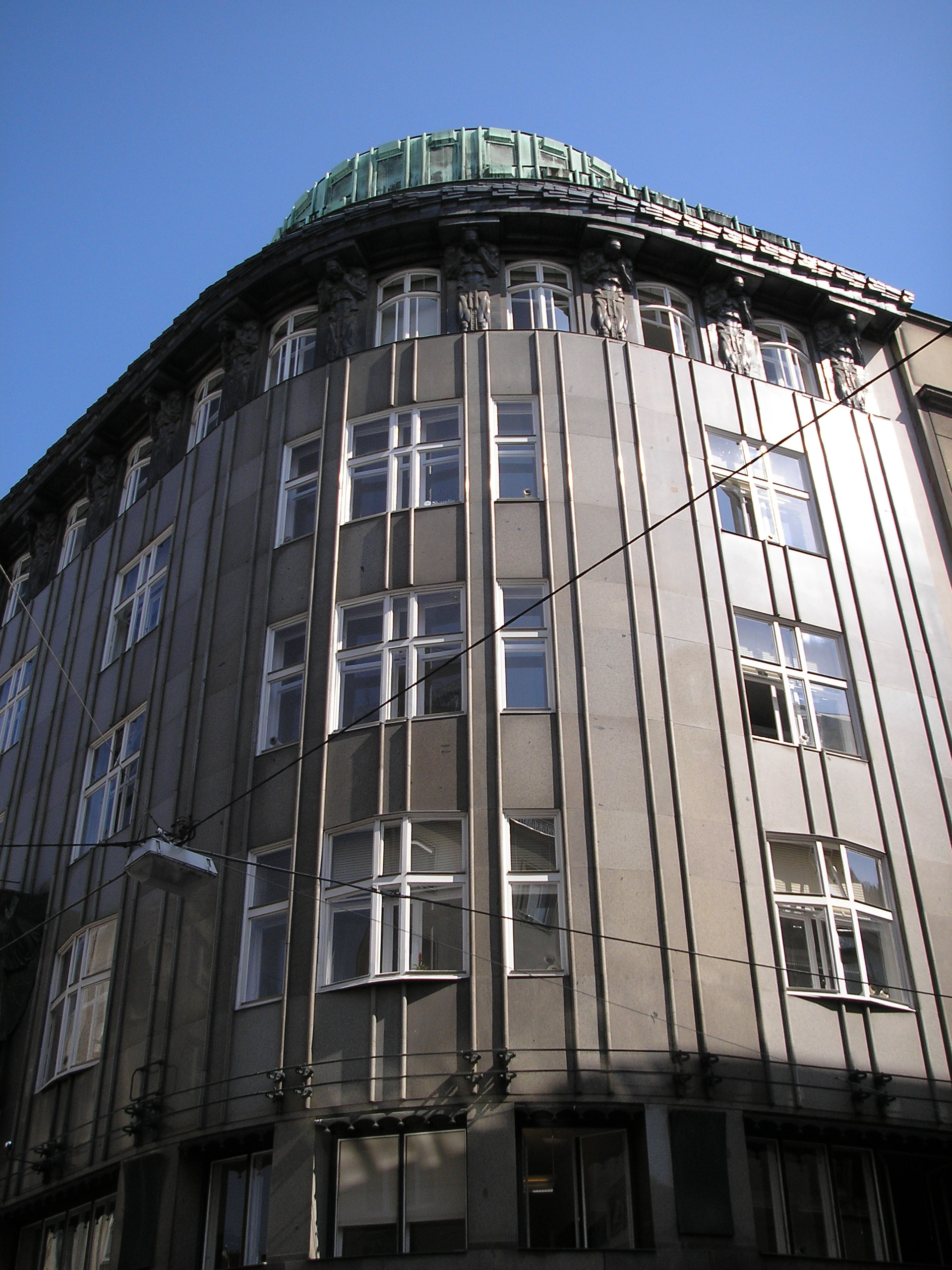
La Zacherl-Haus, realizzata da Jože Plečnik, al civico 6 di Brandstätte, Vienna.

Zacherl fece realizzare la fabbrica di insetticidi nel quartiere Döbling, affidando il progetto all'architetto Hugo von Wiedenfeld e la costruzione a Karl Mayreder negli anni 1888-1892. L'architettura voluta da Zacherl richiama esplicitamente lo stile orientale, con l'utilizzo di mattoni policromi, archi a punta, due minareti e una cupola, facendo così apparire questo edificio uno dei più interessanti di Vienna.
Dopo il fallimento dell'azienda di Zacherl, la Zacherlfabrik venne adibita a deposito di tappeti, pellicce e tessuti, mentre oggi è utilizzato per esposizioni d'arte e convegni.
Suo figlio, Johann Evangelist Zacherl, commissionò a Jože Plečnik il palazzo conosciuto come Zacherlhaus nell'Innere Stadt di Vienna, costruito nel 1903-1905. L'edificio è caratterizzato da una fila di atlanti lungo la linea della cornice, realizzati dallo scultore Franz Metzner.